# Nickerleola
Nickerleola es un género de escarabajos de la familia Buprestidae.

## Especies
- Nickerleola camerunica (Obenberger, 1928)
- Nickerleola isabellae (Obenberger, 1921)
- Nickerleola maculigera Obenberger, 1923
- Nickerleola mashuna Obenberger, 1931
- Nickerleola raffrayi (Thery, 1930)
- Nickerleola wittei (Thery, 1948)